# E 'cumpagn mie
E ‘cumpagn mie è un singolo del rapper italiano Luchè, pubblicato il 29 gennaio 2015.

## Video musicale
Il videoclip, diretto da Johnny Dama, è stato caricato sul canale YouTube del rapper il 19 settembre 2014. Il brano è stato reso disponibile in seguito nei digital stores, e successivamente inserito nel terzo album in studio del rapper napoletano Malammore.

## Tracce
1. E ‘cumpagn mie – 3:58